# Struveov luk
Struveov luk je lanac geodetskih oznaka za triangulaciju, koji se proteže od Hammerfesta u Norveškoj do Crnog mora, prolazeći kroz deset zemalja u ukupnoj dužini od 2820 km. Luk je uspostavio ruski znanstvenik njemačkog podrijetla Friedrich Georg Wilhelm, u razdoblju od 1816. do 1855., kako bi ustanovio točnu veličinu i oblik Zemlje. U vrijeme uspostavljanja luka, prolazio je kroz samo dvije suverene države: personalnu uniju Švedske i Norveške te Rusko Carstvo.
Godine 2005., luk je uvršten u UNESCO-ov popis svjetske baštine.
Luk se izvorno sastoji od 258 trokuta i 265 izvornih točaka. Na popisu Svjetske baštine nalaze se 34 izvorne točke sa svojim različitim oznakama, kao oznake u kamenu, željezni križevi, obelisci i sl.

## Oznake Struveovog luka upisane u Svjetsku baštinu
| - "Fuglenaes" (Fuglenes), Hammerfest - "Lille-Reipas" (Raipas), Alta - "Lohdizhjokki" (Luvdiidcohkka), Kautokeino - "Bäljatz-vaara" (Baelljasvarri), Kautokeino izvori: - "Pajtas-vaara" (Tynnyrilaki), Kiruna - "Kerrojupukka" (Jupukka), Pajala - "Pullinki" (Pullinki), Övertorneå - "Perra-vaara" (Perävaara), Haparanda izvor: - Stuorrahanoaivi (Stuor-Oivi), Enontekiö - Aavasaksa (švedski: Avasaksa), Ylitornio - Eglise d'Alatornio (švedski:Nedertorneå kyrka - finski:Alatornion kirkko), Tornio - Oravivuori (švedski: Puolalakka), Korpilahti - Tornikallio (švedski: Porlom II), Lappinjärvi - Mustaviiri (švedski: Svartvira), Pyhtää | - "Woibifer" (Võivere), Avanduse - "Katko" (Simuna), Avanduse - "Dorpat" (promatračnica Tartu), Tartu - "Sestu-Kalns" (Ziestu), Sausneja - "Jacobstadt" (Jekabpils), Jekabpils - "Karischki" (Gireišiai), Panemunelis - "Meschkanzi" (Meškonys), Nemencine - "Beresnäki" (Paliepiukai), Nemežis - "Mäki-päälys" (Mäkipällys), na otoku Hoglandu - "Hogland, Z" (Gogland, Točka Z) na Hoglandu | - "Tupischki" (Tupiški) u Ašmianiju - "Lopati" (Lopati), Zelva - "Ossownitza" (Osovnica), Ivanovo - "Tchekutsk" (Čekutsk), Ivanovo - "Leskowitschi" (Leskoviči), Ivanovo - "Rudy" (Rudi), Rudi izvor - "Felschtin" (Felštin), Hvardiiske - "Baranowka" (Baranovka), Baranivka - "Staro-Nekrassowka" (Stara Nekrasivka), Nekrasivka |

## Vanjske poveznice
- (engl.) fig.net, tekst prijedloga za upis na UNESCO-v upis